# Chutimon Chuengcharoensukying
Chutimon Chuengcharoensukying (ชุติมณฑน์ จึงเจริญสุขยิ่ง), surnommée Aokbab (ออกแบบ), née le 2 février 1996 à Bangkok, est une mannequin et actrice thaïlandaise.

## Biographie
Elle commence à travailler comme mannequin. En 2017, elle joue dans un film qui rencontre un grand succès en Asie, Bad Genius.
Elle est pressentie pour jouer dans un film thaïlandais produit par Wong Kar-wai.

## Filmographie

### Cinéma
- 2016 : Thank You For Sharing : Jook Chanee (court métrage)
- 2017 : Bad Genius : Lynn[4] (avec Chanon Santinatornkul et Thanet Warakulnukroh, acteur principal du film Pop Aye)
- 2017 : Die Tomorrow : Som
- 2019 : Happy Old Year : Jean[5]
- 2021 : One for the road : Noona
- 2023 : Hunger de Sitisiri Mongkolsiri : Aoy

### Télévision
- 2017 : Love Books Love Series: Dark Fairy Tale : Gorya (GMM25)
- 2018 : Muang Maya Live The Series :Mayalove online : Khem Khanita Kunaphiphat (ONE 31)
- 2019 : Sleepless Society: Insomnia : Aya
- 2019 : Daredevil Treasure Hunter (绝地勘宝师) : Xue Li
- 2022 : Bad Romeo
- 2023 : Delete[6]

### Ads
- Dido Mikku

## Récompenses et distinctions
- Suphannahong National Film Awards 2018 : meilleure actrice
- Asia-Pacific Film Festival 2018 : meilleure nouvelle actrice